# Jászalsószentgyörgy
Jászalsószentgyörgy község Jász-Nagykun-Szolnok vármegyében, a Jászapáti járásban.

## Fekvése
A Jászság legdélibb fekvésű községe a Zagyva bal partján, Szolnok és Jászberény között.
A közvetlenül határos községek északkelet felől Jászkisér, kelet felől Jászladány, dél felől Szászberek, délnyugat felől Jászboldogháza, nyugat felől Jánoshida, északnyugat felől pedig Alattyán és Jásztelek.
Keletre Jászkisér, Jászladány és Szászberek egyformán 6–6 km távolságra fekszik a falutól. Folyója a Zagyva, a község nyugati oldalán 3 km hosszan érinti a települést.

### Megközelítése
A 32-es főúton érhető el a legegyszerűbben Szolnok és Jászberény felől is. Jászladánnyal a 3226-os út köti össze, s a határszélét északkeleten érinti még a 3227-es út is.

## Története
Amint azt a község első településének helyén – ahol 300 évig laktak az ősök – fellelt faragott kövek is bizonyítják, már az úgynevezett "Telken" is kellett lennie egy templomnak. 1389-ből van írásos emlék – állítják egyes kutatók –, mely szerint: „egy jász szállás ismét Szentgyörgy nevet visel”. Ez nem a község keletkezésének idejét jelenti, hanem azt, hogy a település akkor épített templomot Szent György tiszteletére és erre a névre keresztelték a települést is. 1686-ban a török megszállás megszűnése után – hatóság, s így igazságtévő nem lévén – belharcok dúltak a települések között a földek birtoklásáért. Nem volt kivétel ez alól Szentgyörgy sem. Állandó harcban állt Ladánnyal. A harcok odáig fajultak, hogy a ladányiak felégették a szentgyörgyiek "Telek" nevű szálláshelyét, a lakosokat pedig elkergették. A dúlás következtében a templom is elpusztult. Az új szálláshely a mai templomtól keletre 1 km-re helyezkedett el. Ez volt az úgynevezett "Putrik-part". Itt a régi templom köveinek felhasználásával építettek egy nagyobb nádtetős épületet, melyet templomnak használtak. Ezen a helyen azonban mintegy 30 évig volt csak a település szálláshelye.
1701-ben a község lakói elhatározták, hogy új és nagyobb templomot építenek a régi nádtetős helyett. 1702-ben elkezdték hordani az új templom építéséhez szükséges építőanyagokat a helyszínre. Az első misét 1703. június 3-án – Szentháromság vasárnapján Telekesy István egri püspök engedélyével – tartották meg az új templomban, annak ellenére, hogy ekkor a templom még nem volt készen. 1703 karácsonyán a nádas templomocskából áthordták a templomi felszereléseket az új templomba, s a karácsonyi nagy szentmisét már ott tartotta Gyetvay Mihály akkori plébános. 1704. december 12-én adott engedélyt Telekesy püspök, hogy az új temetőt – mely régi szokás szerint a templom körül terült el – megáldhassák. 1706. szeptember 1-jén Rabutin osztrák generális csapatai felégették a falut. Ekkor ismét elpusztult a község temploma; a lakosság Gyetvay Mihály plébánossal – aki megmenekítette az anyakönyvet – elmenekült, egészen Tokaj környékére a Rákóczi birtokokig. 1706. szeptember 1-jétől 1709. július 6-ig az elkönyvelendő adatokat a ladányi anyakönyvbe vezették. A templom felújítása 1710-től 1714-ig tartott, felszerelése azonban hosszú évtizedekig elnyúlt. 1786-ban a község lakói elhatározzák, hogy az 1703-ban épített "kis" templom helyett egy nagyobb és a kor igényeinek megfelelőbb templomot építenek. Az új templomot a régi helyén tervezték felépíteni, ezért a régi templom tornyának bontásához már 1787-ben – az új templom építési engedélyezésének évében – hozzákezdenek. Az engedélyezéshez szükséges tervrajzokat Rabl Károly gyöngyösi építőmester készítette el, s a kivitelezési munkákra is megkötötte a szerződést a tanáccsal. 1790-ben megköttetik az alku a mesteremberekkel, s a beszállítókkal. Az alku megkötése után nagy iramban kezdődik meg a munka. 1791-ben már állnak az új templom falai – melyhez a faragott köveket Deméndről, a meszet Szőllősről szállították –, s még ebben az évben elkészül a tető is. A templom 1791-ben Nagy Gábor jászapáti plébános által meg is áldatott “Szentháromság tiszteletére”. 1792-ben a hátralévő munkák jelentős része is befejeződött, s 1793-ban a torony is elkészült. Ez az évszám van feltüntetve a torony nyugati homlokzatán, mint a befejezés dátuma.
A templom barokk stílusban épült, községünk egyetlen jelentős műemléke. Hossza 46 méter, magassága 46 méter, szélessége 13 méter. A templombelső érdekessége a körbefutó karzat, mellyel a férőhelygondokat próbálták megoldani. A belső berendezés egy része közköltségen készült, másrészt az ájtatos hívek jóvoltából bővült az évek során. A nagyoltár és képkerete közötti falakat fekete és szürke márványból rakta ki Pércsi János gyöngyösi mester. A tabernákulumot és a mellette levő két szárnyas angyalt, továbbá jobbról Szent István, balról Szent László szobrát Kurinszki Simon gyöngyösi képfaragó készítette. A szentély festését Szent György vitéz alakjával, valamint az orgona festését és aranyozását Farenzon Ferenc egri festő végezte. A szószéket Mózer egri képfaragó készítette az egri minorita templom szószékének mintájára. A templom 42 padja kemény tölgyfából készült, melyet a tárkányi erdőben vágtak és szárítottak. Oberfrank egri asztalos állította be őket. Az első nagy oltárképet, mely Szűz Mária megkoronázását ábrázolta a Szentháromság által, Lochbiller Ferenc pesti festő festette. Ő festette a templom középső hajójában lévő első oltárképet is. Az egyik Krisztust a keresztfán ábrázolja a keresztet átkaroló Magdolnával, a másik pedig Mária eljegyzését. A másik két mellékoltár a templom első hajójában már később készült, magát az oltárt Kovács Márton helyi lakos készítette fából.
Az egyik a nagy kolerajárvány megszűnésekor, 1831-ben lett felállítva a község által, a másik 1844-ben a Mária Olvasó Társulat által. Mindkettőre Sajósy Alajos festette az oltárképet. Az egyik Szoldatics eredetije után a “ Magyar szenteket “ ábrázolja. A másik a fájdalmas oltár, mely a keresztről levett Krisztust ábrázolja Mária karján. A harmadik mellékoltár a Szent Kereszt oltár, mely Krisztust a kereszten ábrázolja, míg a negyedik oltárképen Szent Anna látható, amint Máriát tanítja Szent Joachim társaságában. A nagy főoltár második és mostani képe is a Szentháromságot ábrázolja. Ezt Van Dick nyomán szintén Sajósy Alajos akadémiai festész tanár festette, s ma is a templom ékessége; négy méternél jóval magasabb, két méternél szélesebb, egyike a műfestész legremekebb alkotásainak. Ismeretlen festő két remek műalkotásáról kell még említést tennünk, amely ovális alakú és a két gyóntatószék felett van. az egyik a tékozló fiút, a másik Bűnbánó Magdolnát ábrázolja. A 12 változatú orgonát 1814-ben toldatták meg Kummel Emánuel orgonaművésszel. A keresztelőkút szintén művészi alkotás, tetején Krisztusnak Keresztelő Szent János által a Jordán vizében történt megkeresztelését tünteti fel, gyönyörűen aranyozott faragványban.
A templom belsejét kilenc nagy ablak világítja meg, amelyeket Róth Miksa díszített színes, festett mozaik üvegekkel. az egyik ablakon a színes üvegek a Szentháromságot ábrázolják, mint az egyház védelmezőjét. a másik ablakra Szent György vitézt festette, ki lóháton a község koronás címerével. legfelül a jászok kürtjével ékesítve, a jászok színeit visszatükröző remek színpompában. Különleges ékessége a templomnak a kupoláira festett képcsoport-sorozatok, amelyek tempera freskófestészettel készültek. A templom égszínkék, aranycsillagos mennyezetén az első alak a királyi lantos a hárfával az orgona fölött, mint krisztus királyi véréből való származásának és az egyházi ének költészetének apoteózisa. A második kupolában látható Krisztus születése, a Jákob csillaga által megvilágított betlehemi jászolban, a szent történet alakjaival, a vidék történeti hűségű tájképi színvázával, s a három napkeleti bölcs imádásának feltüntetésével. A harmadik képcsoport-sorozat a templom fő és legnagyobb kupoláját tölti ki, Krisztus az Olajfák hegyén imádkozik, a keresztet és kelyhet tartó légszerű angyal előtte, mellette pedig az alvó apostolok. Majd következik a pécsi bazilikában is látható Krisztus megostorozása, azután Krisztus a kereszten, a Kaulbach-féle iskola nyomán. Aztán Krisztus temetése a sziklába vájt sírba, természethűen festve a nap elhomályosodása, végül a csoportsorozatok közepén Munkácsy világhírű Krisztus Pilátus előtt című festménye nyomán készült alkotás.
A szentély előtti kupolában az utolsó vacsora van megfestve Leonardo nyomán, természetes nagyságban. A szentély mennyezetét Krisztus mennybemenetele foglalja el a tanítványok alakjaival és a négy evangélista külön festett és négy szögletbe helyezett mellképével. A tempera freskók megfestője Mihályi Antal budapesti festőművész volt. A templom fekvéséről annyit kell még elmondani, hogy a község középső táján épült, szentélyével keletre, homlokzatával nyugatra néz. A régi iratok jelzése szerint ez a fekvés azt jelzi, hogy a kelet földjében gyökeret vert kis mustármag hatalmas ágait legkivált nyugat felé hajtotta, mely fának enyhet adó árnyékában pihennek meg a hívők milliói. A templom harangjainak külön története van. Az évszázadok folyamán több harangja is volt a templomnak. 1716-ban Budáról vettek egy harangot, / ez a középső harang / Erdődy Gábor püspök áldotta meg Jászberényben, Szent Donát nevet kapott. Ez a harang 1892-ben megrepedt, újra öntötte Walser Ferenc budapesti harangöntő, a helyi plébános áldotta meg, a Szent György és Szent Flórián nevet kapta. 1739-ben vettek egy nagyharangot, súlya 7 q és 31 font. 1741-ben áldotta meg Egerben Barkóczy püspök, Szent György, Szent Sebestyén és Szent Rochus nevet kapott. Később ezt a harangot átöntötték. Vásároltak ebben az időben egy lélekváltság harangot is, 51 font súlyban. A lélekváltság harang megmaradt, de a másik harangot az I. világháború idején háborús célokra felhasználták. 1929-ben a régi harangok helyett új harangokat szentelt fel Varga Sándor plébános. a nagyharangot a község vette Szentháromság Egyisten dicsőségére, Szent György vitéz tiszteletére Szlezák László harangöntő készítette. A harang másik oldalára Szűz Mária szobor van öntve, ezzel a felirattal: “ Szeplő nélkül fogantatott Szűz Mária könyörögj érettünk. “
A második harangot Bathó László és neje Sípos Mária öntette a világháború borzalmaitól való megszabadulás emlékére és Szent László király tiszteletére. Egyik oldalára Szent László király szobra van öntve, és szintén Szlezák László munkáját dicséri. Egy harmadik harangot 248 kg súlyban özv. Kecskés Istvánné ajándékaként, hősi halott fia Kecskés István emlékére öntött Szlezák László. A harang oldalán Szent István vértanú szobra látható. Egy harangot pedig, amit kisharangnak neveznek, közadakozásból Szent György vitéz alakjával 1923-ban öntöttek, 143 kg súlyban.A lélekváltság harangja ereklye. Erről azt jegyezték fel, hogy még a telki település kis templomában volt. Napjainkban tehát ez a legrégibb harang a községben.A nagyharangot a második világháború idején háborús célokra használták fel. A toronyban darabokra szedték és onnan leengedve szállították el 1943-ban.A község kialakulása után mindig felépítették az ősök a parókiát, lehetőleg a templom szomszédságában.Nincs adat arra, hogy hány parókia épült. A jelenlegi plébánia épületének elődje a községháza építésének ideje alatt épült. A község papjai, káplánjai ebben az épületben laktak, itt tárolták 1701-től a plébánia iratanyagát.Volt egyházközség, az egri egyházmegye fennhatósága alatt állt. Fenntartója – mint kegyuraság a politikai község volt. Vagyoni állapota, személyzetének javadalmaztatása az idők folyamán több változáson ment át, ami rögzítve volt a “ canonica visitatio “-ban, azaz a püspöki látogatások alkalmával készített jegyzőkönyvekben.

### Zsidóság
A település zsidó lakosai tisztességes polgárai voltak a közösségnek. A gyermekeik oktatást kaptak, és szülőik példáját követve többségük kereskedőként tevékenykedett. Ők olyan lelkes, szorgalmas emberek voltak, akik jó kapcsolatot ápoltak a helyi lakossággal. Az együttélés harmonikus volt még akkor is, amikor a második világháború idején zsidóellenes propaganda terjedt.
Az 1840. évi XXIX. számú törvény és az 1849. évi március 4-i birodalmi alkotmány 25. §-a lehetővé tette a zsidó személyeknek, hogy szabadon telepedjenek le az ország különböző településein, ideértve a Jász-ságot is. Korábban a zsidók befogadását mereven elutasították ezen a területen, és csak vásárokon és heti piacokon volt engedélyezett az árusításuk. Az 1849 utáni időszak lehetővé tette a szabad letelepedést, és hamarosan a Jász-ság szinte minden városában és falujában átvették a korábbi görög kereskedők szerepét. Jászalsószentgyörgyön az 1850-es években kezdtek megjelenni, és 1855-ben már 34 zsidó élt itt. Az 1870-es népszámlálás 9 zsidó családot tartott nyilván, akik 12 forint rabbivagyonadót fizettek. A dualizmus időszakában tovább nőtt a beköltöző zsidó családok száma, amely néhány évtized alatt meghaladta a száz főt. Ez azt mutatja, hogy akkoriban jó üzleti lehetőséget láttak a városi rangot viselő településen. Az 1893-as községi összeírás szerint a zsidó vallású lakosok aránya 170 fő volt a 4687 fős összlakossághoz képest, ami 3,6%-os arányt jelentett. Az első világháború előtt a településen 20 zsidó család élt. A világháború után a létszámuk csökkent a kevesebb születés és elvándorlás miatt, de az 1920-as és 1930-as években új beköltözők miatt ismét növekedni kezdett. 1941-ben 28 családban összesen 81 zsidó élt a településen. A Vészkorszak idején, 1944-ben, 86 zsidót hurcoltak embertelen módon el a német hatóságok a megsemmisítő táborokba. A holokauszt túlélői közül néhányan visszatértek a településre, de nem sikerült újraéleszteniük a zsidó hitközség életét, és kereskedelmi tevékenységüket sem tudták folytatni. Sokan rövid időn belül a fővárosba vagy külföldre költöztek.
Az emancipáció után, az 1860-as években a zsidó lakosság asszimilálódott a településen, különösen a kereskedelmi területen. Bár vallásosan elkülönültek, és zárkózott családi életet éltek, az üzleti érdekek miatt szoros kapcsolatot ápoltak más rétegekkel, főként a gazdálkodókkal. A zsidó kereskedők jól értették, hogyan építsék fel vásárlóik körét. Gyakran vendégelték meg őket fonott kaláccsal (barhec) és cukorkával a boltjukban. A zsidó asszonyok is fontos szerepet játszottak az üzletben, és szívesen segítettek a házasságkötésekben. A jó üzleti kapcsolatok érdekében például Édelmann Soma felesége, Weiner Hanni az üzlet melletti kis szobában kínálta a vendégeknek kávét tejhabbal, mazsolás kalácsot és laskát. Biztos, hogy a parasztcsaládok nem mindig rendelkeztek elegendő pénzzel a sokféle árucikk megvásárlásához, de gyakran "hozomra" is hazavihették az árut, és kamatot is felajánlottak egy-egy hízott liba formájában. Péntek este, amikor a csillagok felkeltek, a zsidók már nem dolgoztak, hanem vendégeskedtek vagy kint ültek a házuk előtt a padon. Az öreg Richter lánya, Tilda tejesasszony mindig meghívta legjobb vásárlóit, és frissen sült barheccel kínálta őket.
A zsidó közösség minden családja megszerezte magának a tekintélyt, nemcsak a vagyonuk miatt, hanem a szorgalmas és dolgos életmódjuk révén is, mivel a szentgyörgyi parasztok és iparosok is rendkívül munkás emberek voltak. Bár nem játszottak közéleti szerepet, véleményük

## Közélete

### Polgármesterei
- 1990–1994: Halla Zoltán (független)[4]
- 1994–1998: Dr. Tóth János (MSZP)[5]
- 1998–2002: Dr. Tóth János (MSZP)[6]
- 2002–2006: Dr. Tóth János (MSZP)[7]
- 2006–2008: Szarvák Imre (független)[8]
- 2008–2010: Szarvák Imre (független)[9]
- 2010–2014: Szarvák Imre (független)[10]
- 2014–2019: Szarvák Imre (független)[11]
- 2019–2024: Szarvák Imre (Fidesz-KDNP)[12]
- 2024– : Laczlavik Ildikó (független)[1]

A településen 2008. június 15-én időközi polgármester-választást (és képviselő-testületi választást) tartottak, az előző képviselő-testület önfeloszlatása miatt. A választás öt polgármesterjelöltje között elindult az addigi faluvezető is, és szoros küzdelemben ugyan, de meg tudta erősíteni pozícióját.

## Népesség
A település népességének változása:
| Lakosok száma | 3482 | 3433 | 3192 | 3108 | 3244 | 3168 | 3122 |
|               | 2013 | 2014 | 2018 | 2021 | 2022 | 2023 | 2024 |

2001-ben a település lakosságának 97%-a magyar, 3%-a cigány nemzetiségűnek vallotta magát.
A 2011-es népszámlálás során a lakosok 92,3%-a magyarnak, 5% cigánynak mondta magát (7,7% nem nyilatkozott; a kettős identitások miatt a végösszeg nagyobb lehet 100%-nál). A vallási megoszlás a következő volt: római katolikus 73,7%, református 2,1%, felekezeten kívüli 7,4% (14,8% nem nyilatkozott).
2022-ben a lakosság 93,4%-a vallotta magát magyarnak, 3,8% cigánynak, 0,2% németnek, 0,2% románnak, 0,1% ukránnak, 1,9% egyéb, nem hazai nemzetiségűnek (6,6% nem nyilatkozott; a kettős identitások miatt a végösszeg nagyobb lehet 100%-nál). Vallásuk szerint 48% volt római katolikus, 1,9% református, 0,2% görög katolikus, 0,2% evangélikus, 1,5% egyéb keresztény, 1,3% egyéb katolikus, 8,6% felekezeten kívüli (38,2% nem válaszolt).

## Nevezetességei
Jászalsószentgyörgy másik műemlékjellegű épülete az 1793-ban, késő barokk stílusban készült római katolikus templom.
A község északi határán található az 1850-ben telepített Vadas Park, mely helyi védettségű.
A templomkert külön értékei a szobrok, melyeket a község hívői állíttattak az idők folyamán. Valamennyi műemlék. Ezek közül egy méreteiben is monumentális kőkeresztet Szent János és Szűz Mária szobrával állítottak fel a templom északi oldalán. A község régi piacterén állt korábban egy Szentháromság szobor, melyet már a második világháború után állítottak fel a templom keleti oldalán. Ezt a szobrot Szentlélek szobornak is nevezik. Mellette áll a templom tornyáról levett vasszerkezetű kereszt is, amit szintén a második világháború után állítottak itt fel. A templom kertjében a déli oldalon egy „Immaculta” kőszobor áll. A templomkert északi oldalán van egy igen értékes Szentháromság szobor. A templomkert északi oldalán az előtérben áll az első világháborúban elesettek emlékére emeltetett hősi emlékmű. Szintén a templomkert északi oldalán áll a háttérben a szép kivitelezésű Lourdesi barlang. A templommal szemben a plébánia mellett a Zagyva folyó lejáratánál áll Nepomuki Szent János szobra, aki a vízen járók védőszentje volt. Korábban a régi zúgónál állt, már a háború után helyezték át.

## Híres emberek
- Czakó Jenő Aase-díjas magyar színész, a szolnoki Szigligeti Színház örökös tagja itt született.
- Dárdai Zsuzsa független képzőművész és művészetszervező, a MADI art periodical nemzetközi művészeti folyóirat társszerkesztője, a Nemzetközi Mobil MADI Múzeum társalapítója, itt született.
- Oláh István roma származású magyar festőművész, itt él és alkot.
- Rakolczai László második világháborús magyar katonai attasé, itt született.

## Népesedés
Változatos lakosságszámokkal találkozhatunk.
- 1900-ban 4656-an
- 1910-ben 4867-en
- 1920-ban 4884-en
- 1930-ban 5192-en
- 1960-ban 4967-en
- 1990-ben 3799-en
- 2001-ben 3840-en lakták ezen községet.